# ارباب تاریکی

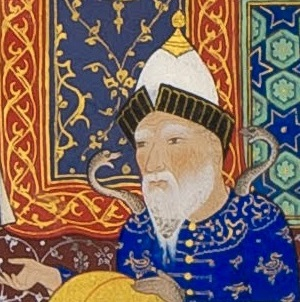
ضحاک نمونه بارز یک فرمانروای شریر در ادبیات فارسی و اساطیر ایرانی محسوب می‌شود.

ارباب تاریکی (انگلیسی: Dark Lord)، که گاه با عنوان فرمانروای شریر (Evil Overlord, Evil Emperor) نیز شناخته می‌شود، یک کهن‌الگو در اساطیر و ادبیات خیال‌پردازی است که به عنوان نقطه اوج و مظهر کاملی از شرارت و بدذاتی عمل می‌کند.
به گفته فیلیپ پولمن، این کهن‌الگو اغلب این باور را منعکس می‌کند که «شر در جهان واقعی معمولاً در یک فرد تجلی می‌یابد که برای تأثیرگذاری به قدرت و موقعیت ویژه‌ای نیاز دارد» و این در تضاد با دیدگاه هانا آرنت در مورد ابتذال شر است.
درحالی‌که تعدادی از اربابان تاریکی ریشه در باورهای کهن اسطوره‌ای و دینی دارند، برخی دیگر با الگوبرداری از جباران نامدار تاریخ بشر همچون سزار، ناپلئون و هیتلر ساخته‌وپرداخته شده‌اند.

## اربابان تاریکی نامدار در ادبیات فانتزی
- کنت دراکولا در رمان دراکولا اثر برام استوکر
- مورگوث و سائورون در نوشته‌های جی. آر. آر. تالکین. به ترتیب در کتاب‌های سیلماریلیون و ارباب حلقه‌ها
- دارک‌ساید در کمیک‌های دی‌سی
- پالپاتین و دارث ویدر در فرنچایز چندرسانه‌ای جنگ ستارگان
- لرد ولدمورت در داستان‌های هری پاتر
- هفت لرد اهریمنی در مانگای دیجیمون ( لوسیمون، دمون، لیلیثمون، باربامون، بیلزمون، بلفمون، لویامون )
- اربابهای تاریکی در فصل یکم ماجراجویی دیجیمون ( پیدمون، متال سیدرامون، پینوکیمون، ماشیندرامون )